# Campionati del mondo di atletica leggera 2005 - 10000 metri piani femminili
La gara dei 10000 metri piani femminili ai Campionati del mondo di atletica leggera di Helsinki 2005 si è svolta nella giornata del 6 agosto.

## Podio
| Posizione | Atleta           | Paese   |
| --------- | ---------------- | ------- |
| Oro       | Tirunesh Dibaba  | Etiopia |
| Argento   | Berhane Adere    | Etiopia |
| Bronzo    | Ejegayehu Dibaba | Etiopia |

## Risultati
| Posizione | Nome                    | Nazione       | Tempo    |
| --------- | ----------------------- | ------------- | -------- |
|           | Tirunesh Dibaba         | Etiopia       | 30'24"02 |
|           | Berhane Adere           | Etiopia       | 30'25"41 |
|           | Ejegayehu Dibaba        | Etiopia       | 30'26"00 |
| 4         | Xing Huina              | Cina          | 30'27"18 |
| 5         | Edith Masai             | Kenya         | 30'30"26 |
| 6         | Werknesh Kidane         | Etiopia       | 30'32"47 |
| 7         | Sun Yingjie             | Cina          | 30'33"53 |
| 8         | Galina Bogomolova       | Russia        | 30'33"75 |
| 9         | Paula Radcliffe         | Regno Unito   | 30'42"75 |
| 10        | Irene Kwambai Kipchumba | Kenya         | 30'55"80 |
| 11        | Kayoko Fukushi          | Giappone      | 31'03"75 |
| 12        | Jeļena Prokopčuka       | Lettonia      | 31'04"55 |
| 13        | Alla Zhilyaeva          | Russia        | 31'17"97 |
| 14        | Katie McGregor          | Stati Uniti   | 31'21"20 |
| 15        | Kimberley Smith         | Nuova Zelanda | 31'24"29 |
| 16        | Jennifer Rhines         | Stati Uniti   | 31'26"66 |
| 17        | Sabrina Mockenhaupt     | Germania      | 31'28"21 |
| 18        | Hitomi Miyai            | Giappone      | 31'43"74 |
| 19        | Benita Johnson          | Australia     | 31'55"15 |
| 20        | Alena Samokhvalova      | Russia        | 31'57"85 |
| 21        | Hiromi Ominami          | Giappone      | 32'02"38 |
| 22        | Blake Russell           | Stati Uniti   | 32'07"00 |
| 23        | Mihaela Botezan         | Romania       | 32'28"29 |
| 24        | Dulce María Rodríguez   | Messico       | 33'04"73 |
| —         | Marie Davenport         | Irlanda       | dnf      |
| —         | Kathy Butler            | Regno Unito   | dnf      |
| —         | Alice Timbilili         | Kenya         | dns      |